# The Osbournes
The Osbournes är en TV-serie från MTV som följer Ozzy Osbournes familj och deras vardag. 
I serien får vi utöver Ozzy själv möta hans fru Sharon och hans två barn; Kelly och Jack och ett oräkneligt antal katter och hundar. Kelly Osbourne fick sitt musikaliska genombrott efter att ha blivit känd genom just serien The Osbournes. Serien skildrar det minst sagt kaotiska livet för de fyra familjemedlemmarna och är sagt att visa deras vardag. The Osbournes har dock fått kritik, likt många andra realityshowar, för att egentligen vara starkt manusbundet och överdrivet, något som familjen själv uttalat sig om. 
Sedan serien visades och blivit en succé har flera liknande familjedokumentärer dykt upp. Bland annat, Newlyweds, Anna Nicole Show och Gene Simmons Family Jewels. 